# Megadendromus nikolausi
Megadendromus nikolausi је врста глодара (Rodentia) из породице Nesomyidae.

## Распрострањење
Етиопија је једино познато природно станиште врсте.

## Станиште
Врста Megadendromus nikolausi има станиште на копну.

## Угроженост
Подаци о распрострањености ове врсте су недовољни.

### Популациони тренд
Популациони тренд је за ову врсту непознат.